# 湘绣
湘绣起源于湖南省长沙民间刺绣，为以长沙市为中心的手工艺产品刺绣的总称，是中国四大名绣之一。根据考古发掘，湘绣在长沙最迟不晚于汉代，已有2000多年历史。湘绣被列入首批国家级非物质文化遗产。

## 主产地
湘绣起源于长沙市辖的长沙县。主要分布于长沙河东一带，主要分布于长沙县、望城县霞疑乡（今开福区新港镇）和长沙县、望城区其他地区。

## 湘绣特点
湘绣材料由布料和绣线结合而成。布料多以纯丝纯色的硬缎、软缎或透明纱，绣线为纯丝丝线和丝绒线。
- 传统湘绣多以国画为题材，现代湘绣取材较广，如人物或肖像画，因此成品与多称沿用取自题材的称谓，如屏风、挂屏、鸟兽图、骏马图、山水画，根据用途分，有装饰品和日用品，如床上用品、服饰等等。湘绣色彩艳丽，图案纹饰的装饰性较强。图案以画稿为蓝本，形象生动、逼真，质感强烈。手法上通过针法与丝绒线交错使用，来表现物象的真实性和立体感；针法有70多种，一个绣品都是通过不少于七八种以上针法配以粗细、浓淡的各色的丝绒线绣制而成，如旋纹针、回旋针、花游针、齐毛针和掺针等针法，湘绣的如人物和肖像画、鸟兽的神态惟妙惟肖。中華人民共和國建國後，湘繡名老藝人余振輝（1913-1984）發明和完善了毛針法，使湘繡表現的獅、虎栩栩如生，成為中國四大名繡中獨有的著名針法。
- 双面绣，即在一幅布的两面绣出两个相同的图案，画面典雅，无任何针线痕迹，为湘绣极品。

## 历史
1972年，长沙马王堆汉墓出土了40件刺绣衣物和一幅铺绒绣锦，这些绣品图案多达10余种，绣线有18种色相。长沙马王堆刺绣的出土，标志刺绣在湖南长沙至少在汉代就已经出现了。
- 据清同治《长沙县志》载：“省会之区’，妇女工刺绣者多，事纺织者少，大家巨族或以锦钿相尚。”沙坪（原长沙县辖，现划归市区）和霞凝（原长沙县辖，1977年成立望城县，属望城县辖，现划归市区）一带，是湘绣生产的传统基地，多数农家妇女均以刺绣为业。
- 湘绣一直是湖南的传统出口产品，到1980年代末，绣工遍及湘绣产区。长沙市有有湘绣研究所，长沙市和长沙、望城两县从1950年代初相继设立国有的湘绣生产厂。绣工除了比较集中的生产厂外，大部分分散在农村地区。在产区有相当多的农家女子精于湘绣，也是重要谋生手段和收入来源。
- 1990年代以后，湘绣款式和产品由有实力的公司企业设计开发，设计开发和销售由企业公司组织，除了要求较高的精品必须集中生产以外，大部分绣成品都是分发到各家各户的绣工绣制出来的。

## 现状
- 2005年，中国文化部对首批国家级非物质文化遗产保护名录在网络上进行了公示，501项榜上有名，在中国的“四大名绣”中，惟独有着2000多年历史的湘绣意外落选震惊湖南。
- 2006年1月，长沙市政府向呈报〈关于将湘绣列入首批国家级非物质文化遗产保护名录〉的请示函，补充了历史事件和人物的著名作品及相关事件，如宋庆龄结婚用过的条屏及湖南湘绣城博物馆收藏的清末著名湘绣大师胡莲仙的湘绣《荷鹤图》。
- 2006年1月8日，中共中央宣傳部副部长、现任中国文联党组书记胡振民听取了中国民协党组书记白庚胜的汇报并接见了长沙市民间文艺家协会主席曾应明，批示将曾应明《绝不能让“湘绣”这张国家级名片滑落》的报告转呈文化部。曾应明返回长沙并立即提请湖南省民间文艺家协会牵头，在湖南省群众艺术馆召集了有5家湘绣企业和省、市两级群众艺术馆领导参加的“申遗”座谈会。为1月18日长沙市文化局牵头组织的“申遗”协调会打下了良好的基础。在众人的齐心协力下，湘绣终于成为补录的17个项目之一，国务院于6月2日予以公布。[1]
- 2006年11月，由湖南省城镇集体工业联社主办，湖南省工艺美术协会、长沙县人民政府、湖南湘绣城共同承办的首届湖南工艺美术品博览会在湖南湘绣城举行.这是建国以來湖南首届全省工艺美术品展示盛会。博览会展示规模4000多平方米，设立了近200个展位，湘绣、菊花石雕、烟花、艺术陶瓷、木雕竹雕、工艺画、金属工艺、工艺服饰以及织锦、蜡染、扎染等湖南各地民族民间工艺美术精品近万件在博览会上与观众见面。“中国红”杯工艺美术精品大奖赛颁奖，114件作品获奖。
- 2007年，湘绣作品夺得中国民间工艺最高奖第九届山花奖， 实现该奖项设立以来全国刺绣类（苏绣、湘绣、蜀绣、粤绣）零的突破。
- 2009年，湘绣的传承保护进一步引起国家重视，湖南湘绣城成为首家由中国文联和中国民协正式授牌的全国非物质文化遗产保护研究基地，这也是湖南省唯一一家被正式授牌的中国国家级非物质文化遗产保护研究基地。

## 资料来源
报纸:
林俊：　《湘绣『改名』冲击遗产名录》 原载:长沙晚报 2006年2月7日 
唐薇频: 《长沙“三绝”令人叫绝》 原载: 长沙晚报 2006年10月29日
赵文健: 《他促湘绣“申遗”成功》 原载：长沙晚报 2006年6月11日 
新浪新闻：
朱永华:《舒展湘绣的“表情” （页面存档备份，存于）》